# 김영식 (1958년)
김영식(金榮植, 1958년 12월 7일 ~ )은 제40대 제1야전군사령관을 역임한 대한민국 육군 예비역 대장이다.

## 개요 및 평가
1981년에 육군사관학교 제37기로 임관하여 합참 작전본부 해외파병과장, 제1야전군사령부 작전처장, 육군 제15보병사단장, 합동군사대학교 총장, 육군 제5군단장, 육군 항공작전사령관 등을 역임했고, 2015년 9월 대장 진급과 동시에 제40대 제1야전군사령관에 임명되어 2017년 8월 10일까지 재임 후 전역하였다.
전역 후에는 전후방 연대대급 부대를 대상으로 무료 재능기부 강연을 이어가고 있고 2020년 3월 기준 약 200여 차례의 강연을 실시했다. 재능기부 강연 시 부대에 격려금을 지급하고 장병들에게 책을 선물하는 등 후배 사랑이 남다른 것으로 유명하다. 전역 후 약 5년 간 장병 격려금 및 육군 위국헌신 전우사랑 기금 등에 7000만여 원 넘게 기부한 것으로 알려졌다. 군부대 외에도 기업체와 관공서 등에서도 강연하고 있다. 더불어, 서울신문, 극동방송, 국민방송, 카톨릭방송 등 언론 인터뷰 및 방송 출연을 통해서 적극적으로 군을 제대로 알리고자 노력하고 있다.
전역 후 집필활동에도 많은 노력을 기울이고 있다. '장군의 전역사(2018, 지식노마드)'를 발간했고, '전쟁과 경영'(2019, 지식노마드)을 번역 출간했으며, 최재호와 공동 번역한 '제너럴스 (2022, 플래닛미디어)'를 출간했다.
현역시절 공부하는 군인이 되어야 한다고 늘 강조 해왔으며, 전역 후에는 공부하는 모습을 실천하는 선배로 기억되고자 광운대학교 박사과정에 진학하여 2020년 7월 '무형전투력이 전투에 미치는 영향에 관한 연구 ; 실증적 데이터 기반 무형전투력 구성요소별 중요도를 중심으로(The Study on the Effect of Intangible Combat Power on Battle ; The degree of Importance of Intangible Combat Power Components based on Empirical Data)' 제하의 논문으로 광운대학교 박사학위를 수여받았다. 
2020년부터 2023년까지 합동참모본부 전구사후검토조정관으로 위촉되어 현재와 미래의 한반도 전쟁수행능력을 향상시키기 위해 많은 노력을 기울였으며, 육군사관학교 특임교수, 합동군사대학교 명예교수, 광운대학교 방위사업학과 교수 등으로 후학 양성에도 힘쓰고 있다.
2023년부터 지인과 함께 '마인바움'이라는 실내 수목원을 조성하고 방문객과 인근 군부대 장병들에게 숲체험과 명상을 통한 힐링과 치유의 공간을 제공해 화제가 되고 있으며, 2024년부터 육군사관학교와 업무협약을 맺고 생도들에게 반려나무로 썰프레아 묘목을 기증하여 생도들의 인성과 정서함양에 기여하는 등 군 장병과 후배들을 위한 헌신과 봉사의 삶에도 열중하고 있다.

## 학력
- 1977년 충암고등학교 졸업
- 1981년 육군사관학교 37기 졸업(학사)
- 1982년 육군보병학교 초등군사반 수료
- 1982년 육군포병학교 초등군사반 수료
- 1985년 독일 육군보병학교 고등군사반(OAC) 수료
- 1991년 독일 육군지휘참모대학교 졸업
- 2001년 한남대 경영대학원 경영학 석사
- 2004년 미국 조지 워싱턴 대학교 대학원 행정학 석사
- 2017년 광운대학교 경영대학원 경영학 박사과정
- 2020년 광운대학교 경영학 박사

## 경력
- 육군대학 전술학처 방어교관
- 육군 제1보병사단 작전처 부대훈련장교
- 육군 제1보병사단 11연대 1대대장(육군 중령)
- 육군 제72보병사단 정보 및 작전참모
- 육군본부 기획관리참모부 부대구조 기획장교
- 육군본부 기획관리참모부 전략기획처 전략기획 총괄장교
- 수도방위사령부 교훈참모
- 한미연합군사령부 부사령관실 보좌관
- 제12보병사단 51연대장(육군 대령)
- 제3군단 작전참모
- 합동참모본부 작전본부 해외파병과장
- 제3군단 참모장(육군 준장)
- 제1야전군사령부 작전처장
- 2010.06 ~ 2012.05: 육군 제15보병사단장(육군 소장)
- 2012.05 ~ 2013.04: 합동군사대학교 총장
- 2013.04 ~ 2014.10: 육군 제5군단장(육군 중장)
- 2014.10 ~ 2015.09: 육군 항공작전사령관
- 2015.09 ~ 2017.08: 육군 제1야전군사령관(육군 대장)
- 2018 ~ 2021: 육군사관학교 특임교수
- 2018 ~ : 합동군사대학교 명예교수
- 2020.02 ~ 2023. 02 : 합동참모본부 전구사후검토조정관
- 2024. 09 ~ : 광운대학교 방위사업학과 교수

## 서훈 및 수상내역
- 2004년: 미국 공로훈장(MSM)
- 2006년: 대통령 개인표창
- 2011년: 대통령 부대표창(제15보병사단장)
- 2013년: 보국훈장 국선장
- 2016년: 자랑스러운 한남인상
- 2017년: 자랑스러운 충암인상
- 2017년: 보국훈장 통일장
- 2018년: 미군 공로훈장 Legion of Merit(LOM) 수상(美정부가 외국군에게 주는 최고 훈격의 훈장)

## 군인으로서의 삶
- 1981년에 육군사관학교 37기로 육군 보병 소위로 임관했다.

- 위관장교 때에는 서부전선의 제9보병사단(백마부대)에서 소대장을 마쳤으며, 동부전선의 제22보병사단에서 중대장직을 수행했다. 1986년 중대장직 수행 당시 육군이 년 1회 우수 전투중대장에게 수여하는 재구상을 수상했다. 대위 시절 육군 국외 군사교육과정에 지원 후 선발되어 독일 고등군사과정(OAC)에서 1년 반 동안 수학했다.

- 영관장교 당시 지휘관 직위는 제1보병사단에서 대대장(중령)을, 제12보병사단에서 연대장(대령)을 마쳤다. 지휘관 직 외에도 소령에서부터 대령까지 전후방 각지에서 교관 및 참모장교로 복무했다. 특히, 2007년 아프가니스탄에서 무장단체 탈레반에 의해 샘물교회 봉사단체원들이 납치 당하자 합동참모본부 해외파병과장으로서 인질 석방 임무를 수행하기도 했다.  한편, 인질 석방을 성사시킨 공로로 2008년에 보국훈장 수훈 대상자로 선정되으나 이를 마다하고 대신 후배 군인인 문영기 당시 중령을 추천했다. 인질 석방을 위해 아프가니스탄 현지로 급파되었던 군사 협조단원들에게 공을 돌린 것이다. 결국 보국훈장은 군사 협조단 작전총괄장교였던 문영기 중령('15년 육군 준장으로 예편, '16년 국무총리실 산하 초대 대테러센터장)에게 전수되었다.

- 2008년 준장으로 진급해 제1야전군사령부 작전처장을 지냈다. 이후 소장으로 진급해 2010년 6월 37대 제15보병사단장으로 취임했다. '싸우면 반드시 이기는 강군 육성’을 부대 지휘의 모토로 내세웠다. 특히, 2010년 10월 29일 오후 5시 26분에 발생한 아 GP에 대한 적 GP의 총격도발 당시 단 45초 만에 대응사격을 완료하는 완전작전을 펼쳐 많은 주목을 받았다. 당시 적이 아 GP를 향해 14.5mm 기관총 2발로 도발해오자 아 GP에서는 즉시 피탄지점을 확인 후 지휘계통을 통해 정확한 상황을 보고했다. 동시에 소초장의 신속한 상황판단과 결심 하에 적 GP를 향해 K-6 기관총으로 총 3발의 대응사격을 실시했다. 이어서 북한 GP를 향해 북측의 정전협정 위반 행위에 따른 정당한 대응사격임을 알리는 경고방송을 2차례 실시하는 등 적 도발에 대해 신속하고 완벽한 대응조치를 취한 것이다. 상황파악에서 대응사격까지 모든 조치가 단 45초 만에 완료된 이 작전은 이후 '45초 완전작전'이라 불리고 있다. 한편, 2010년 당시는 동년 3월에 발생한 천안함 피격사건과 11월에 개최가 예정되어 있던 G20 정상회담, 그리고 우리의 대북 심리전 장비에 대한 북한의 공개적인 타격 위협 등으로 한반도의 군사적 긴장감이 최고조에 달한 상태였다. 이러한 안보환경 속에서 북의 도발에 신속하고 완벽하게 대응한 15사단 장병들은 당시 국민과 언론으로부터 많은 주목을 받았다. 한편, 재임기간 중 2011년에는 국군의 날을 맞아 '군 전투력 강화 유공 대통령 부대표창'을 수상했다. 15사단이 2002년 8번째 수상 후 10년 만에 다시 수상한 대통령 부대표창이기도 했다. 더불어, 사단장 재직 당시 아내와 함께 직접 주민자치센터를 방문해 부대가 위치한 화천군으로 주민등록을 이전하는 등 지역주민과의 끈끈한 유대관계 구축에 노력하여 호평을 받았다.

- 2012년에 제2대 합동군사대학교 총장으로 취임했다. 재임기간 동안 합동성 강화를 위해 창설된 합동군사대학교가 명실공히 최고 군사교육기관으로서 역할을 할 수 있도록 입지를 다지고, 학교의 장기 발전계획을 수립하는데 주력했다. 또한, 군 내 흩어져 있던 각종 외국어과정을 통합하여 국방어학원을 창설함으로써 군 외국어 전문인력 양성의 기반을 다졌다는 평가다. 2013년에는 학교 평가체계를 상대평가에서 절대평가로 개선해 크게 주목을 받았다. 보관됨 2017-09-15 - 웨이백 머신 상대평가 제도에 따른 학생장교들의 성적 지상주의, 암기 위주 학습 및 창의성과 분석적 사고능력 결여 등을 해결하기 위해서였다. 참전 경험이 없는 국군 장병들을 위해 전장을 간접체험할 수 있는 전쟁사 교육을 강조했다. 학생장교 및 교직원들의 전쟁사 학습을 돕기 위해 전쟁사 일력을 발간하기도 했다.

- 2013년 4월 중장 진급과 함께 중부전선의 제37대 5군단장으로 취임했다. 육군의 표준군단으로 일컬어지는 5군단에서 다양한 연합 및 합동작전을 지휘했다. 특히, 5군단이 관리하는 국내 최대규모의 종합사격훈련장인 승진훈련장을 첨단 과학화 훈련장으로 탈바꿈 시키는 사업에 일조했다. 당시 승진 과학화훈련장 구축사업은 육군의 교육혁신과 전투력 향상의 발판이 될 것으로 많은 기대를 모은 사업이다. 이후 사업이 성공적으로 완수되어 육군 기계화부대와 보병부대의 실 전투사격 공방훈련이 가능해졌다. 또한, 승진과학화훈련장 내에는 국군 역사상 최초로 기동화력의 시가전 훈련이 가능한 도시형 전투사격장이 마련되었다.

- 2014년 10월에 제18대 육군항공작전사령관으로 취임했다. 재직기간 동안 합동참모본부와의 전술토의, 미국 교범 연구 및 자체 운용개념 발전 등 많은 노력을 기울여 대형 공격헬기 아파치 가디언(AH-64E)의 운용개념을 정립했다. 이후 2016년부터 육군에 도입된 아파치 가디언은 기 정립된 운용개념이 적용되어 신속한 전력화가 가능했고, 초기 전력화 단계에서의 시행착오 최소화 및 효율적인 작전운용이 가능했다는 평을 받고 있다. 2015년 5월에는 의무후송항공대 '메디온 부대'를 창설해 육군 응급후송체계의 혁신을 추구했다. 이후 메디온 부대는 2015년 8월에 발생한 북한의 DMZ 목함지뢰 도발 당시 1사단 수색대대 부상 장병들(당시 김정원 하사, 하재헌 하사)을 신속히 후송하여 생명을 구함으로써 언론의 주목을 받기도 했다.

- 2015년 9월 대장 진급과 동시에 제40대 1야전군사령관으로 취임했다. 취임식에서 “전투준비를 최고의 존재가치로 여기고 오직 전방만을 바라보면서 언제, 어디서 적이 도발하더라도 현장에서 작전을 성공적으로 종결할 수 있는 군대를 만들겠다."고 강조했다. 2018년 평창동계올림픽의 성공 개최를 위해 전폭적인 지원을 실시하여 지역 언론 및 지자체, 관련 단체 등으로부터 호평을 받고 있다. 2017년 5월 초 발생한 강릉 및 삼척 대형 산불 당시 연인원 8천 여 명에 달하는 장병을 신속히 산불 진화작전에 투입하는 등 국민을 위한 군대라는 기본 임무에도 충실하다는 평가를 받고 있다. '적과 싸워 이기는 정예 제1야전군 육성'이라는 지휘모토를 가지고 제1야전군사령부를 지휘하였으며, 2017년 8월 10일에 박종진 대장(전 제3야전군사령부 부사령관)에게 제1야전군사령관직을 인계하고 육사생도시절을 포함 총 41년 간의 군 생활을 마무리했다.

## 전역 이후의 삶
- 2017년 8월 10일 제1야전군사령관직을 마지막으로 휘하 제병들의 박수와 환호를 받으며 명예로운 전역식을 맞이하였다. 이날 부하들과 전우들에게 남긴 전역사에서 그는 '오물오행(五勿五行)'을 언급하면서 새로운 인생 2막에 대한 방향을 제시하였고 오늘날 까지도 이를 실천하는 삶을 살고 있다. (오물 :  ① 대장 계급을 자랑하지 말자 ② 후배들 상대로 돈벌이를 말자 ③ 군에서 얻은 비밀을 팔아먹지 말자 ④ 어른 대접을 요구하지 말자 ⑤ 군인인 것으로 착각하지 말자 / 오행 : ① 내가 세상의 중심이라 생각하자 ② 속박됨이 없이 자유롭게 살자 ③ 하루하루를 즐기자 ④ 모든 일에 감사하자 ⑤ 봉사하자)
- 전역 이후에도 약 200여 차례가 넘는 강연활동을 이어가고 있다. 무엇보다도 전후방 각급 부대를 대상으로 활발한 강연활동을 펼치고 있다. '창의적인 군인이 되기 프로젝트', '군인이란 누구인가?', '명장의 조건' 등 다양한 주제를 바탕으로 부대의 요청과 수강자의 특성을 고려한 맞춤형 강연을 실시하고 있다.특히 그는 연대대급 부대 강연에는 일체의 강사료를 받지 않고 무료 재능기부 강연을 이어가고 있다. 강연료를 받지 않음은 물론 해당 부대에 격려금을 비롯해 도서 등 격려품을 제공하기도 하여 화제가 되었다. 2022년 3월 17일 국방일보 기사에 따르면 전역 후 약 5년 간 장병 격려금 및 육군 위국헌신 전우사랑 기금 등에 7000만여 원 넘게 기부한 것으로 알려졌다.

- 군부대 대상 강연뿐만이 아니라 LG 인화원, 경기도 교육청 산하 교육연수원 등 민간 기업과 관공서 등을 대상으로도 강연을 이어가고 있다. 40여 년 간의 군 생활의 노하우와 리더로서의 자질과 덕목, 각종 위기관리 및 조직관리의 풍푸한 경험과 다양한 분야에 대한 깊은 전문성을 바탕으로 다양한 주제에 걸쳐 강의를 실시하고 있으며 반응 역시 좋은 편이다. 이처럼 활발한 강연활동을 통해 '스타 강사를 꿈꾸는 예비역 대장'이라는 애칭을 얻기도 했으며, 최근에는 '용산 스타 강사'로 불리고 있다.
- 특히 매년 장군 진급자들을 대상으로 이루어지는 1~2주 과정의 워크숍에 선배 장군이 들려주는 리더십 강연이 있는데 김영식 예비역 대장이 해마다 위촉되고 있다. 이는 그가 현역시절은 물론이거니와 전역 이후에도 현실 정치와 거리를 두고 전역사에서 약속했던 오물오행을 행동으로 실천하며 예비역 장군으로서 한치의 흐트러짐이나 흠결없이 청빈하고 봉사하는 삶을 살아가는 그야말로 장군의 정도를 보여주고 있는 유일한 장군이기 때문이다.

- 군을 알리기 위한 방송활동에도 적극 나서고 있다. 극동방송, 가톨릭신문, 국방TV 등에 출연하며 대한민국 국군을 알리고, 군에 대한 국민의 신뢰를 증진시큰데 앞장서고 있다. 특히, 2021년 10월 20일자 서울신문에 인터뷰 기사가 게재되었는데, 선배 군인으로서의 후배 장병들과 군에 대한 진한 애정이 잘 드러나 있어 주목받았다. 해당 인터뷰에서 그는 스스로 판단하고 행동하는 MZ 세대에 대한 인상, 장병들에게 격려금을 주고 싶어서 시작한 무료 강연활동, 군 생활을 통해 자신이 쌓은 지식과 경험을 후배들에게 나눠 줘야 한다는 생각 등 전역 후의 삶과 자신의 가치관 등을 소소하게 밝히고 있다.

- 2018년 10월10일에는 평택에 위치한 한미연합군사령부 (Camp Humphreys)에서 한미동맹 강화와 연합전투력 증진에 기여한 공을 인정받아 미국 정부로부터 공로훈장 (Legion of Merit ; LOM)을 수훈받았다.  보관됨 2018-12-25 - 웨이백 머신 LOM은 지난 2004년 미 근무공로훈장을 받은데 이어 미국 정부로부터 받은 두 번째 훈장이다. 특히 이번에 받은 LOM은 미국 정부가 외국 군인에게 수여하는 최고 훈격의 훈장이다. 한편, 당시 훈장 수여식은 김영식 예비역 대장 본인에게는 철저히 비밀로 붙여진 가운데 깜짝 수여식으로 진행되 주변의 이목을 끌었다. 그가 Camp Humphreys 내에 위치한 미2사단/한미연합사단을 방문하여 장병 대상 재능기부 강의를 할 예정이라는 소식을 접한 주한미군 측의 아이디어였다.

- 전역 후 그는 40여년 군생활의 경험과 철학을 응축시킨 몇 권의 저서를 출간했다. 먼저 2018년에는 군인의 길을 먼저 걸은 선배의 입장에서 후배들이 이러한 생각과 행동을 하는 군인이 되면 좋겠다는 바램으로 군인으로서 생각하고 행동해야 할 덕목 16가지를 물, 땅, 바람, 불이라는 4원소로 나누어 제시한 '장군의 전역사'(지식노마드)를 발간하였다. 2019년에는 미 육군참모총장 출신의 고든 설리번 예비역 대장과 마이클 하퍼 대령이 공동 저술한 'Hope is not a method'를 번역하여 '전쟁과 경영'(지식 노마드)이라는 제하의 번역서를 출간했다. 특히 이 책은 "대한민국 육군의 변혁, 나아가 우리 한국군의 발전을 위한 지침서"(정승조 전 합참의장)라는 호평과 함께 "개인과 조직의 창조적 발전을 고민하는 사람에게 추천하고픈 책"(임용한 인문경영연구소장)이라는 평가를 받기도 했다. 이어 2022년에는 최재호와 공동 번역으로 제2차세계대전부터 현대전에 이르기까지 전쟁을 지휘했던 장군들의 성공과 실패의 리더십을 분석한 '제너럴스 (The Generals, 플래닛미디어)[깨진 링크(과거 내용 찾기)]'를 출간했다.
- 2023년에는 사단법인 '숲연구소'에서 진행한 숲해설가 고급과정에 부인(황미애 여사)과 함께 참여하여 동 단체에서 수여하는 숲교육 전문가 자격증을 취득했으며, 같은 해 10월에는 지인과 함께 춘천시 남면(강촌IC 부근)에 '마인바움(MEIN BAUM; 나의 나무라는 의미의 독일어)'이라는 실내 수목원을 조성했다. 이곳은 썰프레아, 문그로우, 블루애로우, 블루아이스, 블루헤븐, 위치타블루 등 최근 애호가들로부터 정원수와 반려나무로 많은 각광을 받고 있는 침엽수들로 만들어진 피톤치드 큐어팜으로 방문객들에게 자연과 함께하는 힐링과 치유의 공간을 제공하고 있다. 특히 마인바움은 인근 군부대 장병들에게 그린캠프 프로그램을 지원하고 있는데 군생활 적응을 힘들어 하거나 마음의 병을 앓고 있는 장병들이 이곳을 찾아 숲해설 전문가들과 함께 숲체험과 명상,  따뜻한 위로와 격려를 받고 자연과 함께 살아가는 삶의 지혜와 용기를 얻게 되면서 치유와 힐링의 공간으로 입소문이 퍼져 지금은 멀리 포천과 화천에 있는 군부대 장병들까지 찾아오고 있다.
- 2024년 3월 11일에는 마인바움과 육군사관학교가 상호 교류와 협력을 증진해 나가기 위한 업무협약을 체결했으며, 이날 김영식 예비역 대장은 썰프레아 묘목 360주를 육군사관학교에 기증했다. 이날 기부된 묘목은 육군사관학교 생도들의 생활관에 한 그루씩 분배되어 앞으로 생도들이 반려나무로 보살피게 되는데 특히 이 썰프레아는 기온과 병충해에 강하며 피톤치드가 월등하게 많이 방출되어 공기 정화에 탁월하기 때문에 실내 공기 정화와 생도들의 정서함양에 긍정적인 영향을 줄 것으로 기대된다. 김영식 에비역 대장은 "작은 묘목이 큰 나무가 되는 과정이 어린 생도가 국가동량으로 성장하는 과정과 일치한다"면서 "생도들이 나무를 가꾸면서 자연을 사랑하고 인간을 사랑하며 기후변화에 기여하는 마음을 가졌으면 하는 마음에서 기증하게 되었다"고 기부 배경을 밝혔다.

## 가족관계
부인(황미애)과 장남(기혼), 차남(기혼)이 있다. 장남 김한얼은 육군 상병으로 복무하던 2008년 1월에 동명부대 2진으로 레바논에 파병되었다. 그는 최근 결혼한 차남 김한결의 축의금 중 500만원을 육군 위국헌신 전우사랑기금에 기증했다.

## 같이 보기
- 박지만
- 박찬주
- 신원식
- 양종수
- 엄기학
- 전인범